# Каслейни
Каслейни (англ. Castleiney; ирл. Caisleán Laighnigh, Caisleáin Aoibhne) — деревня в Ирландии, находится в графстве Северный Типперэри (провинция Манстер) у трасс R433, R502 и локальной дороги L3205.